# Fazalpur
Fazalpur é uma cidade do Paquistão localizada na província de Punjab.